# Emma Augusta Sharkey
Emma Augusta Sharkey, född Brown 15 september 1858 i Rochester, New York, död 6 maj 1902 var en amerikansk författare, journalist och berättare.

## Biografi
Emma Augusta Brown var tredje dotter till W. S. Brown och Harriet Amelia Whiting (gift Brown). Vid åtta års ålder dog hennes mor och hon växte upphov sin far. Vid 19 års ålder gifte hon sig med en handikappad veteran från inbördeskriget, Emmett Burke Collins som stridit i Nordstatsarmén. År 1871 flyttade Emmet och Emma Collins till Ponchatoula i Louisiana cirka 85 kilometer nordväst om New Orleans.
Ett år senare dog Sharkey's man i en skjutolycka och hon bestämde sig för att göra karriär som författare och bodde kvar på svärfaderns plantage. 1879 gifte hon om sig med James F. Skelton. Men deras liv tillsammans är okänt. Oktober 1884 gifte hon sig för tredje gången med Robert R. Sharkey som ägde en bomullsplantagee i Mississippi. 1898 flyttade hon till Henderson, North Carolina, där hon dog den 6 maj 1902.

## Bibliografi (urval)

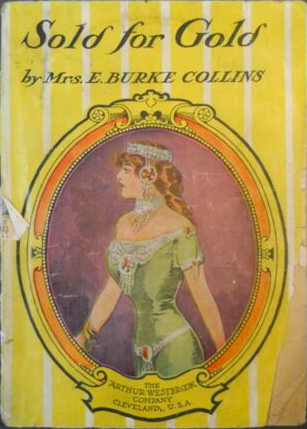
Sold for Gold (1911)
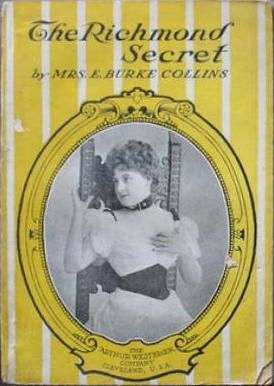
The Richmond Secret (1887)